# Франсена Маккорорі
Франсена Маккорорі  (англ. Francena McCorory, 20 жовтня 1988) — американська легкоатлетка, олімпійська чемпіонка.

## Виступи на Олімпіадах
| Олімпіада           | Дисципліна              | Місце  |
| ------------------- | ----------------------- | ------ |
| Лондон 2012         | біг на 400 метрів       | 7      |
| Лондон 2012         | естафета 4 x 400 метрів | Золото |
| Ріо-де-Жанейро 2016 | естафета 4 x 400 метрів | Золото |